# Omaga
«Omaga» (сленг от выражения Oh my god!, с англ. — «О, боже!») — песня чешского певца Бенни Кристо, представленная на конкурсе «Евровидение-2021».
Песня целиком на английском языке, но в ней есть строка на чешском: «Můžeš bejt u mě klidně můžeme dělat jakoby» (рус. Ты можешь быть рядом со мной, и мы можем притвориться).

## Евровидение
Песня была выбрана для представления Чешской Республики на конкурсе песни «Евровидение-2021» в феврале 2021 года, после того как Бенни Кристо был внутренне выбран национальной телекомпанией ČT. Полуфиналы конкурса 2021 года включали в себя тот же состав стран, который был определён жеребьевкой полуфиналов конкурса 2020 года. Чехия участвовала во втором полуфинале, который состоялся 20 мая 2021 года, но в финал не прошла.